# کن سوگیموری
کن سوگیموری (انگلیسی: Ken Sugimori؛ زادهٔ ۲۷ ژانویهٔ ۱۹۶۶) تصویرگر، مانگاکا، طراح گرافیک، طراحی بازی ویدئویی و کارگردان فیلم اهل ژاپن است.
او خالق پوکمون و کارگردان هنری آن است.